# Slaget ved Visby
Slaget ved Visby fandt sted på Gotland den 27. juli 1361 og var et af de blodigste slag i nordisk historie rettet mod bondebefolkningen af en professionel hær. Under ledelse af kong Valdemar Atterdag besejrede og udryddede en dansk hær al modstand uden for Visbys bymure, og op mod 1800 af de omkring 2000 mænd i den gotlandske bondehær blev dræbt.

## Baggrund
Kong Valdemar Atterdag var kommet på den danske trone i 1340, men der var ikke meget land at herske over. Det meste af Danmark var pantsat til holstenske grever, og Valdemar rådede kun over landet nord for Limfjorden.
Gennem de næste tyve år havde Valdemar møjsommeligt bragt mere og mere land tilbage under den danske krone. Ét for ét blev landpantene indløst hos holstenerne, og det krævede mange penge. Den største sum penge fik han, da han i 1346 solgte Estland for 10.000 mark sølv til Den Tyske Orden, også kaldet Mariaridderne. Estland havde været dansk siden 1219, men pengene skulle bruges til at købe Jylland og Øerne tilbage og til at lønne kongens soldater.
Samlingen af riget gik ikke altid lige fredeligt for sig. Til tider var der snarere tale om en borgerkrig end om fredsommeligt opkøb af land, og Valdemar holdt sig ikke tilbage fra at skære ører og næser af sine fjender, ligesom han ofte hellere lagde sine egne områder øde, end han lod fjenderne få glæde af dem, når de erobrede dem.
Og som om alt dette ikke bragte ulykker nok over landet, kom også Den Sorte Død til Danmark i 1349 og udryddede op mod en tredjedel af befolkningen. Samtidens kilder fortæller, hvordan kongen undervejs i krigen kunne bygge sine borge af sten fra forladte kirker; kirker som var forladte, fordi landsbyernes befolkning var døde.
Det var således i et fattigt og hærget land, at Valdemar kunne indgå forlig og våbenhvile med de jyske stormænd i 1353, men allerede i 1357 måtte han igen kæmpe mod dem. Efter at have vundet et afgørende slag på Fyn stod Valdemar stærkest, og kampene kunne afsluttes ved at kongen underskrev "Landefreden" ved danehoffet i 1360.

### Erobringen af Skåne
Da freden var sikret i Jylland, vendte Valdemar sit blik mod den anden side af Øresund. På det tidspunkt var Skåne under svensk overherredømme efter at den svenske konge Magnus Eriksson, kaldet Magnus Smek, havde købt et pant på den gamle danske landsdel i 1332 for 34.000 mark sølv (6.432 kilo). For at undgå en mulig alliance mellem den norsk-svenske konge og de tyske kreditorer havde Valdemar i første omgang anerkendt købet.
Men kong Magnus regerede over et rige, der efter Den Sorte Død og en mislykket korstog i 1348 var næsten lige så splittet og økonomisk svækket som det danske havde været – særligt efter at kongesønnen Erik Magnusson gjorde oprør i 1356. Ved at blande sig i de interne svenske opgør kunne Valdemar overtage både Helsingborg, Malmø – og derefter hele Skåne – næsten uden modstand.
Den svenske konge kunne måske akkurat acceptere at miste Skåne til Valdemar, og de tyske hansestæder kunne også leve med at den danske konge vandt det gamle danske land tilbage. Men dét skulle ændre sig, da Valdemar straks efter i sin evige pengetrang vendte øjnene mod det rige centrum for handelen i Østersøen: Gotland.
Torsdag den 22. juli 1361 opdagede vagtstyrken på Stora Karlsö en dansk flåde med kurs mod næsset Kronvall fyrre kilometer syd for Visby. Der blev tændt bavneblus som varsel for gotlænderne, der allerede var blevet advaret mod et muligt angreb med et brev fra kongen i Sverige. Flåden fortsatte nordover langs kysten mod Västergarn, men stoppede uden for Fröjel hvor troppene blev sat i land uden for Klinteholm. Efter en mindre træfning ved Fjäle Myr kunne den danske hær sætte kursen mod den rige Visby.

## Øens forsvarere
Gotlands befolkning var i forvejen splittet. Bønderne, som primært var svenskere, var velhavende og tjente godt på handelen med Rusland og de baltiske lande. Men endnu rigere var købmændene og borgerne i hansestaden Visby, som var befolket af både svenskere, danskere og russere, men først og fremmest af indvandrede tyskere.
Bønder og borgere kom ikke altid lige godt ud af det med hinanden. Visbys 10 meter høje mure blev således mest bygget for at byen kunne forsvare sig mod bønderne, og de stærkeste forsvarsværker vendte mod land, ikke mod havet.
Da danskerne kom til syne ved Visby, kunne borgerne stå på murene og se en håbløs kamp tage sin begyndelse. En hastigt forsamlet bondehær stod klar uden for portene for at forsvare øen – muligvis søgte de endda ligefrem beskyttelse inden for murene, men blev nægtet at komme ind. De var klædt i gamle slidte rustninger og bevæbnet med, hvad der var for hånden da de blev kaldt til våben. Mange af dem var gamle, børn eller krøblinge.
Langs østmuren mellem østporten og byporten havde bondehæren samlet sig med mellem 1.800 og 2.000 mand for at forsvare byen. Den havde syv porte i en stærk mur, som dog flere steder ikke var bygget færdig. Folk fra det sydlige Gotland blev placeret mod nord, mens folk fra nordsiden måtte forsvare de sydlige porte, og på midten omkring hovedporten og østporten stod størstedelen af bondehæren bag en vold.

## Den danske hær
Valdemars hær var fra en helt anden verden end bondehæren. Den bestod af professionelle fodfolk i rustninger af stål og bevæbnet med tidens nyeste våben, deriblandt kraftige armbrøste, som snildt kunne skyde gennem brynjer på lang afstand. De havde været gennem tyve års borgerkrige, og de havde set Den Sorte Død lægge store dele af landet øde.
Det var således garvede veteraner, som var mere end vant til krig og død, og de førtes af erfarne krigere som kong Valdemar selv, hans søn Kristoffer, hertug Erik af Sachsen, ridderne Claus Limbek og Henning Podebusk og ridder Valdemar Sappi fra Sønderjylland.

## Slagets forløb
Den danske hær havde delt sig i to; den ene gik mod landporten i vest, mens den største del gik mod nord, hvor bondehæren ventede på dem. Gotlænderne havde håbet, at byens borgere ville slutte sig til dem og forhindre et dansk rytterangreb ved at beskyde dem fra de høje forsvarsmure med tårne, der havde frit skud for bueskytter og ambrøstskytter. Men til bøndernes store overraskelse var portene blevet lukket af borgerne, som i strid med den svenske konges bud, havde besluttet sig til at forholde sig neutrale.
Dermed svigtede de landbefolkningen, som var kommet til byens forsvar, og slaget blev uhyggeligt blodigt. Skeletterne fra massegravene viser, hvordan danskerne kæmpede: Først faldt en dødelig regn af pile fra ambrøstene ned over bøndernes hoveder. Pilene gik lige gennem de jernhatte, som de heldigste af gotlænderne havde fået skaffet, og dem som ingen beskyttelse havde, gik det naturligvis kun endnu værre.
Mens panikken bredte sig, rykkede fodfolket frem. Med deres lange, tunge våben huggede de efter bøndernes allerdårligst beskyttede kropsdele: benene. Ofte blev benene kappet af med et enkelt hug, og når ofrene faldt forsvarsløse til jorden, fik de hovederne kløvet eller knust. De flygtende blev hugget ned af rytteri.
Da slaget var omme, sikkert på ganske kort tid, lå op mod to tusind gotlandske bønder tilbage på slagmarken – muligvis op mod en fjerdedel af øens mandlige befolkning. Valdemars hær havde efter gravene at dømme næsten ikke lidt nogen tab. Og i sommervarmen blev der gjort kort proces med de mange lig: Danskerne gravede hastigt nogle store huller og hældte de døde og lemlæstede kroppe i dem, lag på lag og uden at tage rustningerne af dem.
Svenske udgravninger mellem 1811 og 1930 har i tre massegrave fundet i alt 1185 døde, og to grave er enten ødelagte eller endnu ikke undersøgte.
På stedet for massegravene rejstes i 1300-tallet et mindesmærke, kaldet valdemarskorset. Dets latinske indskrift lyder i oversættelse: "I Herrens år 1361, tredje dagen efter S:t Jacob, faldt gotlænderne i danskernes hænder uden for Visbys porte. Her er de begravet. Bed for dem."

### Brandskatningen af Visby
Den nådesløse nedslagtning af bondehæren må have gjort det klart for Visbys borgere, hvad der ventede dem, hvis de gjorde modstand, for byportene blev nu åbnet for kong Valdemar. Eller også var det en del af en aftale, at porterne skulle holdes lukket for bønderne, men åbnes for den danske konge.
Valdemar tog sig i hvert fald godt betalt. Ifølge sagnene skal han have stillet tre store ølkar op på torvet og krævet at indbyggerne skulle fylde dem med guld, sølv og andre kostbarheder.
Muligvis er det ikke gået nøjagtigt sådan for sig, men det er i hvert fald sikkert at byens indbyggere kom til at betale dyrt for deres liv og deres by. Som en ekstra ydmygelse lod Valdemar endda en del af byens mur rive ned – måske som en symbolsk handling, måske for at sikre, at han når som helst kunne komme igen og kræve flere penge.

## Efterspillet
Erobringen af Visby var på mange måder højdepunktet af Valdemar Atterdags voldelige fremfærd. Men brandskatningen fik nu de tyske hansestæder til for alvor at vende sig mod den danske konge, og de allierede sig med den svenske kong Magnus for at forsøge at sætte en stopper for Valdemar.
Og selvom det fortælles, at Valdemar satte en forgyldt gås på toppen af Gåsetårnet i Vordingborg for at håne sine fjenders manglende evne til at enes indbyrdes, lykkedes det dem dog i nogen grad at sætte en stopper for den danske konge og hans hærs erobringer. Indtil sin død i 1375 havde han nok at gøre med at forsvare riget, og først hans datter, Margrethe I, fik for alvor sluttet fred i Norden og gjort Danmark til senmiddelalderens dominerende magt i Nordeuropa.